# Parallelia luteipalpis
Parallelia luteipalpis là một loài bướm đêm trong họ Erebidae.